# سامانه دانشگاهی
سامانه دانشگاهی به مجموعه‌ای از چند دانشگاه مرتبط به هم گفته می‌شود که از نظر جغرافیایی در نقاط مختلفی مستقر هستند. سامانه‌های دانشگاهی بیشتر بعد از جنگ جهانی دوم در ایالات متحده آمریکا گسترش پیدا کردند به طوری که اکثر ایالت‌ها هم‌اکنون یک یا دو سامانه دانشگاهی دارند. سامانه‌های دانشگاهی نباید با دانشگاه‌های چند پردیسی اشتباه گرفته شوند. دانشگاه‌های چند پردیسی در واقع یک دانشگاه است که از چند پردیس مختلف تشکیل شده است و در این ساختار، تنها یک هیئت مدیره و یک رئیس تعریف می‌شود ولی سامانه‌های دانشگاهی می‌تواند همه ساختارهای یک دانشگاه را داشته باشد. بجز ایران، در کشورهایی چون آمریکا، بریتانیا، کانادا، هند، پاکستان و ترکیه نیز سامانه‌های دانشگاهی وجود دارد.

## آمریکا
- دانشگاه کالیفرنیا (۱۰ واحد دانشگاهی)
- دانشگاه ایالتی کالیفرنیا (۲۳ واحد دانشگاهی)
- دانشگاه تگزاس (۱۴ واحد دانشگاهی)
- دانشگاه ایالتی تگزاس (۸ واحد دانشگاهی)
- دانشگاه فناوری تگزاس (۱۵ واحد دانشگاهی)
- دانشگاه ای اند ام تگزاس (۱۹ واحد دانشگاهی)

## ایران
- دانشگاه آزاد اسلامی (۲ دانشگاه مستقل، ۳۱ دانشگاه استانی و ۴ دانشگاه برون مرزی در ۴۰۰ واحد دانشگاهی)
- دانشگاه پیام نور (۵۰۰ واحد دانشگاهی)
- دانشگاه ملی مهارت (۷۰ واحد دانشگاهی)
- دانشگاه جامع علمی کاربردی (۵۰۰ واحد دانشگاهی)
- دانشگاه فرهنگیان (۷۰ واحد دانشگاهی)
- جهاد دانشگاهی (۴۰ واحد دانشگاهی)